# 沙泰勒谢埃里
沙泰勒谢埃里（法語：Chatel-Chéhéry，法語發音：[ʃatɛl ʃe.eʁi]）是法国大東部大區阿登省的一个市镇，属于武济耶区。

## 地理
沙泰勒谢埃里（49°16'59"N, 4°57'16"E）面积16.08 平方千米，位于法国大東部大區阿登省，该省份为法国北部内陆省份，西接埃纳省，南至马恩省，东临默兹省，北与比利时接壤。
与沙泰勒谢埃里接壤的市镇（或旧市镇、城区）包括：阿普勒蒙、科尔奈、埃克塞尔蒙、弗莱维尔、朗松、比纳尔维尔。

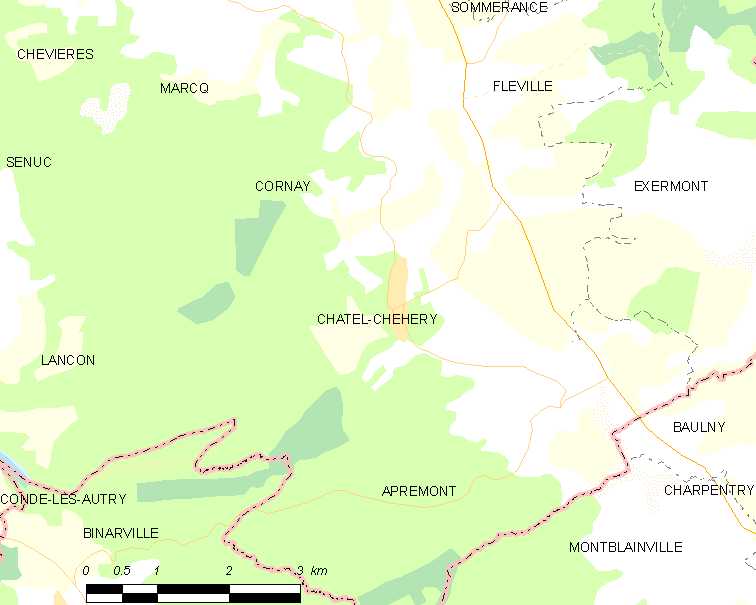
沙泰勒谢埃里的OSM定位图

沙泰勒谢埃里的时区为UTC+01:00、UTC+02:00（夏令时）。

## 行政
沙泰勒谢埃里的邮政编码为08250，INSEE市镇编码为08109。

## 政治
沙泰勒谢埃里所属的省级选区为阿蒂尼县。

## 人口

1962-2008年间沙泰勒谢埃里人口变化图示

沙泰勒谢埃里于2022年1月1日时的人口数量为129人。